# Schleuse Wesenberg
Die Schleuse Wesenberg ist eine Schleuse am Kilometer 81,762 der Oberen Havel-Wasserstraße im Süden des Landkreises Mecklenburgische Seenplatte in Mecklenburg-Vorpommern (Deutschland). Die Schleuse verbindet den Woblitzsee mit dem Drewensee in der Region Mecklenburger Seenplatte.

## Geschichte
In der Trasse des Kammerkanals wurde bereits um 1790 der Gorbach zwischen dem Zierker See und dem Woblitzsee zum „Torfflößer-Kanal“ ausgebaut. Der weitere Ausbau zum Kammerkanal erfolgte in den Jahren von 1840 bis 1843, um Neustrelitz an die Obere Havel-Wasserstraße anzubinden. 1950 wurde die Schleuse Wesenberg erbaut. Im Jahre 2003 wurde die Grundinstandsetzung der Bootsschleppe Wesenberg abgeschlossen. Die mittlere Fallhöhe der Schleuse beträgt 2,36 Meter. Die nutzbare Länge der Schleusenkammer liegt bei 55,60 Meter und die lichte Breite bei etwa 6,60 Meter. 

## Karten
- Folke Stender (Redaktion): Sportschifffahrtskarten Binnen 1. Nautische Veröffentlichung Verlagsgesellschaft. ISBN 3-926376-10-4.